# Fantasy Zone (Juego de Redemption)
Fantasy Zone (ファンタジーゾーン Fantajī Zōn?) es un juego de tipo Redemption, que fue basada en el primer videojuego del de la saga Fantasy Zone fue publicado por Sega Enterprises en 1999 solamente en Japón.